# 十里坪駅
十里坪駅（シムリピョンえき）は朝鮮民主主義人民共和国慈江道長江郡に位置する朝鮮民主主義人民共和国鉄道省江界線の駅である。

## 隣の駅
江界線
黄浦駅 - 十里坪駅 - 上新院駅